# 끼엔자
끼엔자(베트남어: Kiến Gia / 建嘉 건가 / 1211년 1월 ~ 1224년 10월)은 베트남 리 왕조(李朝) 혜종(惠宗) 리삼(李旵)의 연호이다.

## 개원
- 찌빈롱응(治平龍應) 7년(1211년) 1월에 연호를 끼엔자(建嘉)로 개원함.[1][2][3]

- 끼엔자(建嘉) 14년(1224년) 10월에 연호를 티엔쯔엉흐우다오(天彰有道)로 개원함.[1][2][4]

## 연대 대조표
| 끼엔자     | 원년       | 2년        | 3년        | 4년        | 5년        | 6년        | 7년        | 8년        | 9년        | 10년       |
| 서기(西紀) | 1211년     | 1212년     | 1213년     | 1214년     | 1215년     | 1216년     | 1217년     | 1218년     | 1219년     | 1220년     |
| 간지(干支) | 신미(辛未) | 임신(壬申) | 계유(癸酉) | 갑술(甲戌) | 을해(乙亥) | 병자(丙子) | 정축(丁丑) | 무인(戊寅) | 기묘(己卯) | 경진(庚辰) |
| 끼엔자     | 11년       | 12년       | 13년       | 14년       |            |            |            |            |            |            |
| 서기(西紀) | 1221년     | 1222년     | 1223년     | 1224년     |            |            |            |            |            |            |
| 간지(干支) | 신사(辛巳) | 임오(壬午) | 계미(癸未) | 갑신(甲申) |            |            |            |            |            |            |

## 동시대 연호

### 중국
남송(南宋)
- 가정(嘉定) (1208년 ~ 1224년)

금(金)
- 대안(大安) (1209년 ~ 1211년)
- 숭경(崇慶) (1212년 ~ 1213년)
- 지녕(至寧) (1213년)
- 정우(貞祐) (1213년 ~ 1217년)
- 흥정(興定) (1217년 ~ 1222년)
- 원광(元光) (1222년 ~ 1223년)
- 정대(正大) (1224년 ~ 1232년)

서하(西夏)
- 황건(皇建) (1210년 ~ 1211년)
- 광정(光定) (1211년 ~ 1223년)
- 건정(乾定) (1223년 ~ 1226년)

대리국(大理國)
- 천개(天開) (1205년 ~ 1225년)

서요(西遼)
- 천희(天禧) (1177년 ~ 1211년)

### 일본
- 조겐(承元) (1207년 ~ 1211년)
- 겐랴쿠(建暦) (1211년 ~ 1213년)
- 겐포(建保) (1213년 ~ 1219년)
- 조큐(承久) (1219년 ~ 1222년)
- 조오(貞応) (1222년 ~ 1224년)